# 히카르두 올리베이라
히카르두 올리베이라(포르투갈어: Ricardo Oliveira, 1980년 5월 6일 ~ )는 브라질의 은퇴한 축구 선수로 포지션은 스트라이커로 활약했다.

## 선수 경력

### 산투스 FC
2015시즌 올리베이라는 산투스 FC에서 20득점을 올리며 캄페오나투 브라질레이루 세리이 A 득점왕을 차지하며 시즌 베스트 11에 선정되었다. 팀은 7위를 기록했다.